# Ревбинський (заказник)
Ревбинський — гідрологічний заказник місцевого значення у Золотоніському районі Черкаської області.

## Опис
Заказник площею 25,4 га розташовано на заболоченій ділянці у долині річки Ірклій біля с. Ревбинці.
Як об'єкт природно-заповідного фонду створено рішенням Черкаського облвиконкому від 28.11.1979 р. № 597. Землекористувач або землевласник, у віданні якого знаходиться заповідний об'єкт — Іркліївська сільська громада.
Заказник є регулятором гідрологічного режиму. Рослинний світ досить різноманітний. Тут поширені такі болотні фітоценози: осокові, очеретяні, лісові (вільшаники).